# Bryan Adams
Bryan Guy Adams (Kingston, Ontario, 5 de noviembre de 1959) es un músico de rock, guitarrista, cantante, compositor, fotógrafo y filántropo canadiense. En cincuenta años de carrera ha vendido más de cien millones de copias, incluyendo álbumes y sencillos en todo el mundo, desde 1975.

## Biografía

### Primeros años
A los 10 años su tío le regaló su primera guitarra, algo que no aprobaba su padre, un diplomático de carrera. Al poco tiempo sus padres se divorciaron, por lo que el futuro cantante se fue a vivir con su madre y su hermano a la ciudad de Vancouver.
Bryan Adams pasó parte de su infancia y adolescencia en Portugal, habida cuenta de la profesión de su padre (militar). Vivió en Birre, cerca de Cascais, a unos 25 km de Lisboa. Esto le llevó a aprender un poco del idioma portugués. A los quince años dejó la escuela y se unió a una banda como cantante haciendo giras por Canadá.
En 1978 Adams realizó su primer aporte musical y junto con Jim Vallance (al que había conocido un par de años antes, baterista del grupo Prism, y con el cual se encontró por casualidad en una tienda de discos), cuando lanzan el sencillo, Let Me Take You Dancing un tema muy reconocido de la escena Disco en el mundo que lanzaron con la compañía A&M. Su primer álbum, Bryan Adams se grabó en 1980, siendo producido por Jim Vallance y Bryan Adams, destacando el tema Remember.
En 1981, bajo el sello discográfico A&M Records, editó su segundo álbum You Want It - You Got It. En este álbum colaboran en los teclados Tommy Mandel, en el bajo Brian Stanley y en la batería Mickey Curry, y Bryan Adams toca la guitarra y el piano. En este álbum destaca el tema Lonely Nights que marcaría el estilo de algunas canciones futuras.
En 1983, Bryan contó con la integración del guitarrista Keith Scott y el bajista Dave Taylor, y grabó junto con ellos, el tercer álbum de estudio titulado Cuts Like a Knife, bajo el sello discográfico A&M Records. Este fue su primer gran éxito, todo gracias a canciones como Cuts Like a Knife, Straight From The Heart, This Time y The Best Was Yet To Come (canción escrita y dedicada a título póstumo a Dorothy Stratten, playmate canadiense de la revista Playboy y que fue asesinada por su marido el 14 de agosto de 1980). Asimismo, Bryan ganó su primer Disco Platino. Este álbum fue producido por Bryan Adams y Bob Clearmountain.
1984 sería culminante en la carrera de Bryan Adams, puesto que gracias al lanzamiento de su álbum Reckless, obtuvo varios galardones y reconocimientos (ejemplo de ello, el recibimiento de los Premios Juno). Canciones como Heaven, Summer of '69, Run To You, Somebody y el dueto con Tina Turner, It's Only Love, son temas considerados clásicos del rock. El tema Kids Wanna Rock es otro de los emblemas que el roquero canadiense mostró en este álbum, no tan exitoso como los anteriores, pero con un contenido algo fuerte, un ritmo bastante atrayente, con una sonoridad muy potente de guitarra eléctrica rítmica, punteos muy profundos y sonoros. Este tema es uno de los que pertenece a los más roqueros que Bryan conserva en su extenso repertorio. Todas las canciones de este álbum son composiciones de Bryan Adams y Jim Vallance. Fue producido por Bryan Adams y Bob Clearmountain.
En 1987, vino el lanzamiento de su no tan exitoso (si se compara con su anterior trabajo discográfico), Into The Fire, el quinto álbum de Bryan. Canciones como Hearts On Fire y Heat Of The Night,que fueron elegidas como sencillos, tuvieron relativo éxito. Este álbum fue producido por Bryan Adams y Bob Clearmountain.
En 1988, en Werchter, Bélgica, Bryan realizó el que hasta ahora se considera su concierto más prodigioso, se trata del Live! Live! Live!, al cual asistieron más de 50.000 personas. En este concierto, Bryan presenta un recordatorio de sus éxitos clásicos, sobre todo de Cuts Like a Knife y Reckless. Originalmente, se había dispuesto que el concierto sería transmitido por TV, pero tal fue el éxito alcanzado y la magnitud del evento y asistencia del público, que se decidió grabarlo en su totalidad y sacarlo al mercado.

### Los años 1990
En 1990 participó en The Wall Live (Berlín), uno de los mayores y más pagados conciertos-álbum de la historia, en el cual se subieron al escenario muchos artistas del mundo del rock acompañando al organizador, Roger Waters, excomponente de la legendaria banda Pink Floyd. Además del mismo Bryan, también se contó con la participación de la legendaria banda Scorpions y Sinead O'Connor. Bryan interpretó Young Lust y Empty Spaces (la primera, interpretada en solitario, y la segunda, dueto junto a Roger Waters). A finales de este año, Bryan participó en el Festival de Rock en Chile, celebrado en el Estadio Nacional de Santiago, junto a Eric Clapton y David Bowie.
En 1991 editó Waking Up the Neighbours, cuyos éxitos más notables son (Everything I Do) I Do It for You (banda sonora de la película Robin Hood: príncipe de los ladrones), Thought I'd Died and Gone to Heaven, Can't Stop This Thing We Started, Do I Have To Say The Words?, There Will Never Be Another Tonight y All I Want Is You.
Este álbum tuvo la particularidad de que fue íntegramente regrabado cuando Bryan Adams se contactó con el productor Robert John "Mutt" Lange. El sonido es muy similar a los álbumes de Def Leppard, sobre todo del Hysteria y Adrenalize (editado casi en paralelo a Waking Up the Neighbours) que fueron producidos por "Mutt" Lange. Por este sonido similar, pero conservando su propio estilo (como, por ejemplo, en los riffs de las guitarras), recibió críticas positivas y negativas, lo cual no impidió que el álbum tuviera gran éxito.
En 1993 editó el álbum recopilatorio So Far So Good el cual contiene 13 de sus mejores canciones así como una nueva canción, Please Forgive Me. El perro que aparece en el video de Please Forgive Me era del dueño del estudio de grabación que se encariñó con Bryan Adams a quien seguía por todas partes. Al terminar de grabar este álbum, cuando Bryan pensaba en que portada tendría, se le ocurrió rotular el título del álbum en una de las llantas de su Land Rover y tomarle una foto, la cual se convirtió en la portada del álbum.
En 1994 formó con Sting y Rod Stewart un trío inolvidable para la canción All For Love (la letra de esta canción fue escrita en una sola noche), B.S.O. de la película Los Tres Mosqueteros: primero se contactó con Sting y posteriormente con Rod Stewart. Ese mismo año participa en Pavarotti and Friends 2, un concierto que reúne a destacados artistas invitados a cantar junto al famoso tenor Luciano Pavarotti (estos conciertos son grabados y editados como álbum, por ejemplo, en el Pavarotti and Friends 2, aparecen en la carátula Bryan junto a Pavarotti). En este caso, Bryan interpretó Please Forgive Me, O sole mio, All For Love y La Traviata: Libiamo ne'lieti calici (Brindisi) junto a otros artistas y la Orchestra del Teatro Comunale di Bologna.
1995 trajo una gran sorpresa para todos los que esperaban aires nuevos en el trabajo de Bryan; la canción «Have You Ever Really Loved a Woman?», una versión balada-flamenco en la que se incluía la participación del guitarrista español Paco de Lucía, que colaboró a petición de Bryan Adams. Bryan se contactó con el mánager de Paco de Lucía quien le informó de que no estaba disponible puesto que estaba de vacaciones fuera de España; a los pocos días Bryan se entera por suerte de que Paco de Lucía estaba casualmente de vacaciones en la misma isla donde él se encontraba grabando. La canción formó parte de la banda sonora de la película Don Juan de Marco.
En 1996 Bryan intervino en un nuevo dueto, esta vez con Barbra Streisand, y dio como resultado I Finally Found Someone. Ese mismo año ayudó a componer canciones a Michael Jackson y editó el álbum 18 til I Die. Este noveno álbum de estudio es lanzado, y canciones como Let's Make A Night To Remember, The Only Thing That Looks Good On Me Is You, 18 til I Die, y Star (esta última forma parte de la B.S.O. de la película "Jack"), obtienen éxito masivo. El álbum es producido por Bryan Adams y Robert John "Mutt" Lange. Bryan Adams edita la canción "Hey Elvis" en homenaje a Elvis Presley. Esta canción forma parte del sencillo The Only Thing That Looks Good On Me Is You, de la edición japonesa del álbum 18 til I Die, y en versión unplugged en el sencillo Back To You.
En 1997 la cadena televisiva MTV decide darle la oportunidad de que grabe su propio MTV Unplugged (álbum que para todo artista representa un reto, pues en él no solo se graban las versiones famosas en guitarras acústicas y percusión sencilla, sino que además, representa un legado de musicalidad, galardón, y respeto por tantos años de trabajo). El álbum recopila un concierto sencillo de clásicos, como efectivamente ya se había mencionado, y se presenta en el mercado con tres nuevas canciones, Back To You, A Little Love y When You Love Someone. Más tarde, sería lanzado también para DVD. De este álbum se editaron dos sencillos que fueron Back To You y I'm Ready los cuales contienen temas que no están incluidos en el álbum.
En 1998, Bryan Adams editó el álbum On a Day Like Today, del cual la canción más conocida y de más éxito fue When You're Gone cantada a dúo con la ex Spice Girls Melanie Chisholm (Melanie C). Originalmente la cantaría únicamente Bryan, pero en una reunión en la cual coincidieron ambos cantantes, Bryan le ofreció a Mel C cantarla a dúo, por lo que Mel C grabó su parte y se la envió a Bryan. En uno de los dos sencillos que se editaron de When You're Gone podemos encontrar una versión cantada únicamente por Bryan Adams. Los sencillos que se editaron de este álbum fueron When You're Gone, On a Day Like Today, Inside Out y Cloud Number Nine. La versión de los sencillos de Cloud Number Nine son diferentes a la del álbum, pues, estas versiones son nuevas mezclas realizadas por Chicane.
En 1999 editó un nuevo álbum recopilatorio denominado The Best Of Me, el cual contiene temas clásicos de desde el álbum Reckless, incluyendo el tema del mismo nombre del álbum y unos bonus track de un concierto que se llevó a cabo por esa época en Sudáfrica (pero estos bonus track solo se consiguen en la versión internacional del álbum). La gira de este álbum coincidió con el abandono de Dave Taylor y Tommy Mandel (erróneamente se pensó que la separación de estos miembros se produjo durante la gira del álbum On a Day Like Today), por lo que en los conciertos se popularizó llamar a Bryan y a los dos miembros de su banda 3 Pieces Band (se podría decir que es la primera vez que Bryan, Keith y Mickey obtienen un nombre como banda y no solo como solista). Además, durante esta época (que abarcaría hasta el 2002), a Bryan Adams se le vería no con la guitarra en sus manos (como era muy usual en él), sino que optaría por llevar al mando el bajo eléctrico. También hay que decir que se cambió radicalmente la puesta en escena de la banda: ahora vestirían de blanco inmaculado los tres, junto al color del instrumental.

### Los años 2000
En 2000 Chicane con la colaboración de Bryan Adams editaron el sencillo Don't Give Up. Ese mismo año Bryan Adams lanzó dos DVD que resumen la gira promocional del álbum The Best Of Me: Live At The Budokan y Live At Slane Castle (la grabación de ambos DVD se llevó a cabo en el mismo año; el primero fue grabado en Japón, y el segundo en Irlanda).
En 2002, Bryan fue contratado con su banda para hacer junto con el reconocido compositor Hans Zimmer y otros músicos la banda sonora de una película de Dreamworks que por aquel tiempo estaría por salir en estreno; se trata de Spirit: el corcel indomable. Es una película de dibujos animados, la cual narra seriamente la historia de un corcel salvaje e indomable, cuya libertad es perturbada y privada por el hombre. Es pues aquí, donde sale el tema Here I Am (el principal de la película). Así mismo, Bryan compuso otras canciones (una de ellas, interpretada junto a Sarah McLachlan, Don't Let Go, logrando así un amplio recopilatorio también editado como álbum. Cabe destacar que este álbum es muy especial: en él encontramos una musicalidad tenaz, un contraste entre balada, rock y una incorporación genial de Hans Zimmer con la orquesta sinfónica e instrumentos pertenecientes a las antiguas culturas indígenas norteamericanos (esto último se detalla claramente, por ejemplo, en la canción Brothers Under The Sun). También en aquel año, Bryan grabó la versión en francés del álbum (y cuya música, obviamente, corresponde a la versión francesa de la película): Spirit: L'étalon des plaines. En este año también se integran dos nuevos miembros a la banda: el bajista Norm Fisher y el pianista Gary Briet.
En 2002 colabora con el director ruso Andrei Konchalovski en el filme consagrado con el León de Plata en el Festival Internacional de Cine de Venecia, La casa de los tontos (Dom durakov), ambientada en un asilo psiquiátrico de Chechenia. Bryan se interpreta a sí mismo apareciendo en las alucinaciones de una joven paciente con su tema «Have You Ever Really Loved a Woman?» reproducido en varios tramos de la cinta.
A mediados de 2004 editaron el álbum Room Service, grabado durante una de sus giras en las bambalinas y habitaciones de hoteles, de ahí el título del disco. Aunque el álbum no obtuvo ventas masivas, Bryan argumentó que este álbum expresa lo que verdaderamente es él, y lo que le gusta hacer, pues parte de las letras de las canciones en su mayoría fueron hechas y corresponden a los casos personales de la vida de Bryan. En el sencillo Room Service se incluyeron 2 temas acústicos (stripped) que son Room Service y Open Road. Así mismo, editó dos sencillos adicionales Open Road y Flying.
El 2 de julio de 2005, Bryan y su banda participaron en uno de los conciertos internacionales más renombrados en todo el mundo. Se trata del Live 8, destinado a la recaudación de fondos para combatir la pobreza, el cual se llevó a cabo alrededor de todo el mundo. El evento se presentó en un día soleado, en el Barrie Park Place en Ontario, Canadá, y se presentaron bandas como Motley Crüe, Simple Plan y Tragically Hip, entre otros muchos. Bryan presentó el siguiente repertorio: Back To You, All For Love, Open Road y This Side Of Paradise, conquistando así la admiración de muchos. También, el tercer DVD es grabado en este año, se trata del Live In Lisbon, el cual es formidable, ya que ya no se trata de tres músicos como en los anteriores DVD, sino que ahora son cinco, además de mantener una calidad de imagen impresionante, muy buen sonido, escenario, repertorio, presentación y público.
En octubre de 2005 editó otro álbum (doble) recopilatorio, Anthology de grandes éxitos y algunas canciones inéditas o versiones en vivo. En la edición para Estados Unidos, es reemplazada la voz de Mel C por la de Pamela Anderson.
En febrero de 2007 participó como artista invitado en el Festival Internacional de la Canción de Viña del Mar, en Chile, uno de los eventos musicales más importantes de América Latina.
El 28 de enero de 2008 comenzó a sonar en las radios de Europa y resto del mundo el nuevo sencillo de Bryan Adams, I Thought I'd Seen Everything de su nuevo álbum 11. El álbum se llama así porque ese es el decimoprimer trabajo discográfico de Bryan Adams. El disco contiene 11 canciones y es presentado en un tour acústico que duró solo 11 días en Europa (Portugal, España, Italia, Francia, Alemania, Países Bajos, Bélgica, Suiza, Austria, Inglaterra y Dinamarca), tour que abarcó todo el mes de marzo. El 6 de abril de 2008 inició el tour mundial con toda la banda, primero por América de Sur (Perú, Ecuador, Colombia, Paraguay, Uruguay y México) y posteriormente Europa y América del Norte. 
El lanzamiento oficial del álbum se realizó el 18 de marzo de 2008, a través de Polydor Records. En 11 aparece la canción, Flower Grown Wild escrita para la cantante Amy Winehouse como consecuencia del abuso del alcohol y su adicción al crack que la condujo a la muerte a los 27 años. Cuando Amy escuchó la canción se impresionó por su fuerte letra y que alguien como Bryan se preocupara de ella. Bryan ha comentado que para él Amy era como una hija y que, con esa canción, quiso hacerla reflexionar sobre lo que le pasaría de seguir abusando del alcohol y las drogas.
El 11 de noviembre de 2008 salió a la venta 11-Deluxe Edition que contiene tres temas adicionales que son The Way Of The World, Saved, Miss America y nuevas versiones de She's Got A Way (una de ella mezclada por Chicane), adicionalmente de un DVD con los temas en vivo del nuevo álbum. Las canciones The Way Of The World y Miss America las podemos encontrar en el sencillo I Thought I'd Seen Everything.
También en 2008, Bryan Adams editó el DVD Waking Up The World Tour - Canada 1992 en el cual se aprecia una de las más grandes giras realizadas por Bryan Adams y su banda. Este DVD no se puede encontrar a la venta en el mercado, debido a que solo está disponible para el club de fanes.
En noviembre de 2009 muchos seguidores se sorprendieron de la salida de un tema nuevo de Bryan Adams, al ver el intro de la película Old Dogs que protagonizan John Travolta y Robin Williams; en los créditos del comienzo de la película suena You've been a friend to me lo que hace que por fin, después de casi 2 años sin saber nada de él, nos sorprende con este tema tan pegadizo y alegre.
Además, también suena en la película otra canción de Bryan Adams que es Summer of '69.

### Los años 2010-presente
El 12 de febrero de 2010, Bryan, junto con Nelly Furtado, interpretaron la canción Bang The Drum en la Ceremonia de Inauguración de los XXI Juegos Olímpicos de Vancouver 2010 en el Estadio BC Place en Canadá.
En 2010 sale un álbum recopilatorio en vivo llamado Bare Bones, donde se encuentran canciones como You've Been a Friend to Me, desde Cuts Like a Knife, I Do It for You, Heaven y más.
En 2011 apareció en el programa de televisión The X Factor versión Reino Unido, en el cual interpretó el tema When You're Gone junto a los semifinalistas del certamen. Preguntado para que elija a su participante favorito y pese a considerarlo desleal para los demás apuntó a Amelia Lily como su favorita. Amelia finalmente terminó tercera detrás de Marcus Collins y el primer grupo en ganar el certamen: Little Mix.
En 2011 sale a la venta Alberta Bound/What The Hell I Got?, un EP digital, con dos temas: Alberta Bound, tema escrito por el mismo Bryan y Gretchen Peters, y What The Hell I Got?, escrito por Michael Pagliaro en 1975.
En 2012 aparece el álbum de sus conciertos en el Reino Unido: Tonight in Babylon.
El 27 de agosto de 2014 comienza a sonar el sencillo She Knows Me, nueva canción perteneciente al nuevo álbum Tracks Of My Years, lleno de versiones de la década de los '50 a los '70 de artistas tales como Bob Dylan, John Fogerty, The Beatles, Chuck Berry, Smokey Robinson y otros, realizadas por el propio Adams como recuerdo a sus años de adolescencia y homenaje al trabajo de esos músicos. En declaraciones a la prensa con motivo del lanzamiento de Tracks Of My Years, Adams anunció que para noviembre iba a lanzar el álbum Reckless 30 aniversario con contenido inédito y grabaciones en directo en concierto. A su vez, Adams que se embarcará en una gira, declaró que para 2015 editaría un nuevo álbum de estudio con canciones nuevas. 
Este se tituló Get Up y fue producido por Jeff Lynne. Get Up es el decimotercer álbum de estudio del cantautor canadiense Bryan Adams, lanzado físicamente en Australia y Nueva Zelanda el 2 de octubre y en todo el mundo el 16 de octubre de 2015 por Universal Music.
El 1 de marzo de 2019 salió Shine a Light, decimocuarto álbum de estudio de Bryan Adams, lanzado por Polydor Records. La canción principal del álbum, coescrita por Ed Sheeran, fue lanzada el 17 de enero de 2019. El álbum debutó en el número uno en la lista de álbumes de Canadá

## Vida personal
Bryan está en pareja con su exasistente personal y cofundadora de Bryan Adams Fundations, Alicia Grimaldi, nacida en 1981, graduada de la Universidad de Cambridge como licenciada en Ciencias Sociales y Políticas.
En marzo del 2011, Bryan anunció vía Twitter que sería padre junto a su actual pareja. El nacimiento de la bebé llamada Mirabella Bunny Adams fue el 22 de abril de 2011.
El 14 de febrero de 2013 Bryan y Alicia tuvieron su segunda hija Lula Rosylea Adams.
Bryan es muy celoso con sus instrumentos. Tiene un técnico especializado que cuida y mantiene decenas de guitarras, que son de su uso personal. Todos los instrumentos y accesorios le son entregados de manos de presidentes o fabricantes de dichas empresas, sea o no patrocinado por estas casas. Es vegetariano y ha participado de manera activa junto a PETA.
Bryan Adams es aficionado del equipo de fútbol inglés Chelsea Football Club a quien en el álbum 18 til I Die le dedica la canción We're Gonna Win.

## Discografía

### Álbumes de estudio
- Bryan Adams (1980)
- You Want It, You Got It (1981)
- Cuts Like a Knife (1983)
- Reckless (1984)
- Into The Fire (1987)
- Waking Up the Neighbours (1991)
- 18 til I Die (1996)
- On a Day Like Today (1998)
- Room Service (2004)
- 11 (2008)
- Tracks Of My Years (2014)
- Reckless 30 aniversario (2014)
- Get Up (2015)
- Shine a Light (2019)
- Pretty Woman - The Musical (2022)
- So Happy It Hurts (2022)
- Classic (2022)
- Roll With The Punches (2025)

### Álbumes en directo
- Live! Live! Live! (1988)
- MTV Unplugged (1997)
- Live At The Budokan (2003)
- Live In Lisbon (2005)
- Bare Bones (2010)
- Live at The Sydney Opera House (2013)

### Álbumes recopilatorios
- Hits On Fire (1988)
- So Far So Good (1993)
- The Best Of Me (1999)
- Anthology (2005)
- Bryan Adams ICON CD (2010)
- Ultimate (2017)

### Bandas sonoras
- Robin Hood: príncipe de los ladrones (1991)
- Los tres mosqueteros (1994)
- Don Juan de Marco (1995)
- Spirit: el corcel indomable (2002)
- The Mirror Has Two Faces: I Finally Found Someone (1996)

## Sencillos
- Let Me Take You Dancing (1979)
- Hidin' From Love (1980)
- Give Me Your Love (1980)
- Lonely Nights (1981)
- Coming Home (1982)
- Fits Ya Good (1982)
- This Time (1983)
- Straight From The Heart (1983)
- Cuts Like a Knife (1983)
- Run To You (1984)
- Somebody (1985)
- Heaven (1985)
- Summer of '69 (1985)
- It's Only Love (1985)
- One Night Love Affair (1985)
- Christmas Time (1985)
- Heat Of The Night (1987)
- Hearts On Fire (1987)
- Victim Of Love (1987)
- Only The Strong Survive (1987)
- Into The Fire (1987)
- Another Day (1987)
- (Everything I Do) I Do It for You (1991)
- Can't Stop This Thing We Started (1991)
- There Will Never Be Another Tonight (1991)
- Thought I'd Died and Gone to Heaven (1992)
- All I Want Is You (1992)
- Do I Have To Say The Words (1992)
- Touch The Hand (1992)
- Please Forgive Me (1993)
- All For Love (1993)
- «Have You Ever Really Loved a Woman?» (1995) (con Paco de Lucía)
- Rock Steady (1995)
- The Only Things That Looks Good On Me Is You (1996)
- Let's Make A Night To Remember (1996)
- Star (1996)
- I'll Always Be Right There (1996)
- 18 til I Die (1997)
- Back To You (1997)
- I'm Ready (1998)
- On A Day Like Today (1998)
- When You're Gone (1998)
- Cloud Number Nine (1999)
- Inside Out (2000)
- The Best Of Me (2000)
- Open Road (2004)
- Flying (2004)
- Room Service (2005)
- This Side Of Paradise (2005)
- When You're Gone (2006)
- So Far So Good (2006)
- I Thought I'd Seen Everything (2008)
- Tonight We Have The Stars (2008)
- She's Got A Way (2008)
- You've Been A Friend To Me (2009)
- One World, One Flame (2010)
- I Still Miss You... A Little Bit (2010)
- She Knows Me (2014)
- Reckless (2014)
- Brand New Day (2015)
- Shine a Light (2019)

## Rarezas
- Creí morir e ir al cielo (Thought I'd Died and Gone to Heaven - Versión en español)
- Todo lo que hago lo hago por ti (Everything I Do (I Do It for You) - Versión en español)
- Let Me Take You Dancing (1979)
- Blessing in Disguise
- I Love Ya Too Much
- Io vivo in te (I'm Ready - MTV Unplugged - Versión en italiano)
- Diana
- No One
- Get It On
- We Don't Know What Were Doing (en vivo)
- Hey Elvis

## Videografía
- Live at Tokyo Dome DVD (1989)
- So Far So Good (And More) VHS, DVD (1994)
- MTV Unplugged VHS, DVD (1997)
- Live At Castle Slane DVD (2000)
- Live At The Budokan DVD (2003)
- Live In Lisbon DVD (2005)

## Bryan Adams B.S.O.
Películas en las que Bryan ha compuesto la Banda Sonora Original y la canción principal de la misma:
| Año  | Película                             | Canción                                                      | Álbum                               |
| ---- | ------------------------------------ | ------------------------------------------------------------ | ----------------------------------- |
| 1983 | A Night In Heaven                    | Heaven                                                       | Reckless (1984)                     |
| 1987 | This Guy It's A Demon                | Only the Strong Survive                                      | Into The Fire (1987)                |
| 1991 | Robin Hood: príncipe de los ladrones | (Everything I Do) I Do It for You                            | Waking Up the Neighbours (1991)     |
| 1993 | Los Tres Mosqueteros                 | All For Love, con Sting y Rod Stewart                        | Los Tres Mosqueteros: B.S.O. (1993) |
| 1995 | Don Juan de Marco                    | «Have You Ever Really Loved a Woman?», junto a Paco de Lucía | 18 til I Die (1996)                 |
| 1996 | The Mirror Has Two Faces             | I Finally Found Someone, con Barbra Streisand                | 18 til I Die (1996)                 |
| 1996 | Jack                                 | Star                                                         | 18 til I Die (1996)                 |
| 1997 | Hopefloats                           | When You Love Someone                                        | MTV Unplugged (1997)                |
| 2002 | Spirit: el corcel indomable          | Here I Am                                                    | álbum homónimo al filme (2002)      |
| 2005 | Racing Stripes: Héroe a Rayas        | It Ain't Over Yet                                            | álbum homónimo al filme (2005)      |
| 2006 | The Guardian                         | Never Let Go                                                 | álbum homónimo al filme (2006)      |
| 2006 | Bobby                                | Never Gonna Break My Faith                                   | álbum homónimo al filme (2006)      |
| 2009 | Old Dogs                             | You've Been A Friend To Me                                   | álbum homónimo al filme (2009)      |

## Premios y galardones

Orden de Canadá
Orden de la Columbia Británica
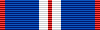
Orden de la Reina Elizabeth II

Premios Óscar
| Año  | Categoría              | Canción                             | Película                             | Resultado |
| ---- | ---------------------- | ----------------------------------- | ------------------------------------ | --------- |
| 1992 | Mejor canción original | «(Everything I Do) I Do It For You» | Robin Hood: príncipe de los ladrones | Nominado  |
| 1997 | Mejor canción          | I Finally Found Someone             | El amor tiene dos caras              | Nominado  |